# Wenzel Bösmüller
Wenzel Bösmüller (17. září 1873 Frýdlant – 10. července 1962 Wasserburg am Inn) byl rakouský a český sociálně demokratický politik německé národnosti, na počátku 20. století poslanec Říšské rady.

## Biografie
Pracoval jako ředitel okresní nemocenské pokladny v Jablonci nad Nisou a vytvořil z ní vzorný ústav, jehož metody hospodaření a kontroly přebíraly i další podobné instituce v monarchii.
Na počátku století se zapojil do celostátní politiky. Ve volbách do Říšské rady roku 1907, konaných poprvé podle všeobecného a rovného volebního práva, získal mandát v Říšské radě (celostátní zákonodárný sbor) za volební obvod Čechy 77. Usedl do poslanecké frakce Klub německých sociálních demokratů. Profesně se uvádí jako tajemník okresní nemocenské pokladny.
Od roku 1918 zasedal v jablonecké městské radě, byl náměstkem předsedy okresní správní komise a měl značný vliv na reformu systému zdravotních pojišťoven v Československu. Na tomto úkolu spolupracoval s českým sociálním demokratem Lvem Winterem, s nímž se znal z dob společného zasedání na Říšské radě. Bösmüller se také podílel na přípravě zákona o nemocenském pojištění. V roce 1932 požádal o penzionování, ale byl díky svým zkušenostem požádán o setrvání v profesní dráze, čemuž vyhověl. Později se usadil v obci Druzcov u Liberce. Odtud byl v roce 1946 vystěhován v rámci vysídlení Němců z Československa
Po vysídlení z Československa se usadil ve Weitnau. V závěru života žil v bavorském Wasserburgu.